# Shama de les Andaman
El Shama de les Andaman (Copsychus albiventris; syn: Kittacincla albiventris) és una espècie d'ocell de la família dels muscicàpids (Muscicapidae) endèmic de les illes Andaman. El seu estat de conservació es considera de risc mínim.
Anteriorment se l'havia considerat una subespècie del shama de carpó blanc.
A la Classificació del Congrés Ornitològic Internacional (versió 11.2, 2021) se'l considera al gènere Copsychus. Tanmateix, el Handook of the Birds of the World i la quarta versió de la BirdLife International Checklist of the birds of the world (desembre 2019) se'l classifica dins del gènere Kittacincla (K. albiventris), juntament amb altres cinc espècies de shamas.